# Пролећна изложба УЛУС-а (2012)
Пролећна изложба УЛУС-а (2012), одржана у периоду од 5. до 25. априла 2012. године. Изложба је представљена у галеријском простору Удружења ликовних уметника Србије, односно у Уметничком павиљону "Цвијета Зузорић" у Београду. Уредник каталога и кустос изложбе, била је Наталија Церовић.

## Уметнички савет
- Зоран Вранешевић
- Милош Ђорђевић
- Наташа Иванић
- Велизар Крстић
- Ранка Лучић Јанковић
- Драган Марковић Маркус
- Владан Мартиновић
- Татјана Николајевић Веселиновић

## Излагачи
1. Станислав Антонић
2. Ристо Антуновић
3. Марија Анђелковић
4. Јасмин Алексић
5. Алан Бећири
6. Ирена Бијелић Горењак
7. Бошко Атанацковић
8. Ђорђе Аралица
9. Миливоје Богатиновић
10. Јелена Бокић
11. Бојан Бикић
12. Иван Блануша
13. Габријела Булатовић
14. Стојанка Бошњак
15. Наташа Будимлија
16. Габриела Васић
17. Драгомир Буљагић
18. Здравко Велован
19. Ненад Бурнић
20. Биљана Вуковић
21. Марко Вукша
22. Бане Вукић
23. Ненад Вучковић
24. Шемса Гавранкапетановић
25. Алина Гадомски Тодоровић
26. Весна Гаљак
27. Љиљана Гашпаровски
28. Мила Гвардиол
29. Снежана Гроздановић
30. Иван Грачнер
31. Ивана Давидовић Ивезић
32. Денис Димовски
33. Зоран Деранић
34. Тања Ђокић
35. Стојанка Ђорђић Николић
36. Мирјана Ђошић
37. Љубиша Ђурић
38. Олга Ђорђевић
39. Маша Ђуричић
40. Коштана Ђурић
41. Стефан Живковић
42. Милица Жарковић
43. Сања Жигић
44. Ана Ивић
45. Синиша Жикић
46. Димитар Илијев
47. Весна Јаношевић
48. Зорана Јанковић
49. Момчило Јанковић
50. Иван Јеремић
51. Алекса Јовановић
52. Анита Јовановић
53. Марија Јовановић
54. Иван Јовановић
55. Тајана Кајтез
56. Драгана Јовчић
57. Немања Јовичић
58. Драгана Јокић
59. Бојана Кнежевић
60. Марија Кнежевић
61. Тијана Којић
62. Милинко Коковић
63. Милан Крајновић
64. Иван Коцић
65. Јека Комазец
66. Бојан Константиновић
67. Јелена Крстић
68. Јадран Крнајски
69. Бојан Крстић
70. Мирјана Крстевска
71. Драгана Купрешанин
72. Шана Кулић
73. Зоран Круљ
74. Славко Крунић
75. Небојша Лазић
76. Владимир Лалић
77. Драгомир Лазаревић
78. Владимир Лалић
79. Мирко Антоније Малешић
80. Павле Максимовић
81. Предраг Лојаница
82. Светислав Лудошки
83. Мирослав Мандић
84. Лазар Марковић
85. Марија Марковић
86. Драгиша Маринковић
87. Бојана Матејић
88. Раде Марковић
89. Ана Машић
90. Љиљана Мартиновић
91. Горица Милетић Омчикус
92. Славко Миленковић
93. Маја Миловановић Живановић
94. Марина Милојевић Рогановић
95. Драгослава Милосављевић
96. Ана Милосављевић
97. Весна Милуновић
98. Биљана Миљковић
99. Светотар Мирков
100. Тамара Недељковић Вукша
101. Јагода Мићовић Ајдуковић
102. Татјана Николајевић Веселиновић
103. Вук Нинковић
104. Милан Аднађ
105. Стеван Новаковић
106. Снежана Николић
107. Ђорђе Одановић
108. Катарина Павловић
109. Ружица Беба Павловић
110. Горан Вид Остојић
111. Маријана Оро
112. Драгана Пајковић Додиг
113. Бранислав Паић
114. Милорад Мићко Панић
115. Тамара Пајковић
116. Маша Пауновић
117. Владимир Петровић
118. Миломирка Петровић
119. Елизабета Перић
120. Снежана Пешић Ранчић
121. Маријана Поповић
122. Ивона Плескоња
123. Миодраг Петровић
124. Јулијана Протић
125. Мице Поптсис
126. Шејма Продановић
127. Борислава Продановић Недељковић
128. Симонида Радоњић
129. Петар Радловић
130. Јелена Радовић
131. Милица Ракић
132. Ивана Самарџић
133. Владимир Ранковић
134. Дуња Савчић
135. Ђорђе Соколовски
136. Вида Станисавац Вујчић
137. Михаило Станисавац
138. Ивана Соколовски
139. Ивана Станисављевић Негић
140. Миодраг Станковић
141. Нина Станковић
142. Слободан Дане Стојановић
143. Катарина Стојић
144. Љиљана Стојановић
145. Дања Текић
146. Милица Стојшин
147. Огњен Тепавчевић
148. Мирјана Стојковић Мит
149. Мирјана Томашевић
150. Томислав Тодоровић
151. Нина Тодоровић
152. Станка Тодоровић
153. Јелена Трајковић
154. Јадранка Трифуновић
155. Марко Тубић
156. Анђелина Туцаковић
157. Младен Тушуп
158. Маја Ћук
159. Владимир Ћурчин
160. Мирољуб Филиповић Филимир
161. Сава Халугин
162. Тијана Фишић
163. Биљана Царић
164. Гордана Хајиновић
165. Александра Цвијановић
166. Драган Цветковић Цвеле
167. Ратко Чупић
168. Ана Церовић
169. Гордана Чекић
170. Деспина Четник Црнчевић
171. Милун Шиљковић
172. Зоран Чалија